# Espostoa nana
Espostoa nana es una especie de planta fanerógama de la familia Cactaceae. 

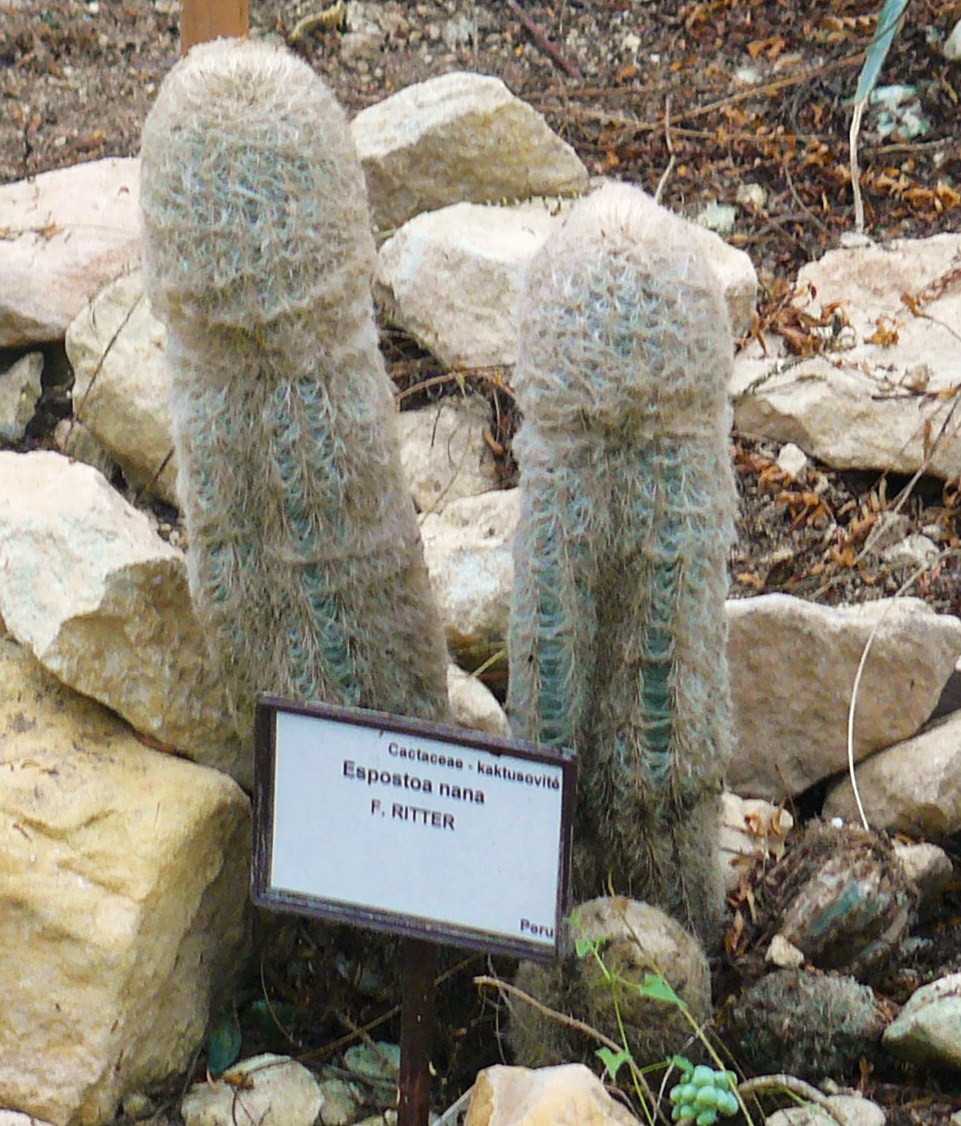
Detalle de la planta

## Distribución
Es endémica de Ancash en Perú en el valle del río Santa. Es una especie inusual en las colecciones.

## Descripción
Espostoa nana crece con forma de arbusto ramificado desde la base, alcanzando un tamaño de hasta 1,5 metros de altura. Los tallos son cilíndricos, los brotes verdes tienen un diámetro de 5-8 centímetros. Tiene 16 a 22 costillas,  donde se encuentran las areolas de forma ovalada de color blanco a amarillo. Tiene 30 espinas con forma de aguja, rectas, brillantes y amarillas con una longitud de hasta 8 mm. La más exterior de ellas de 2 a 4 centímetros de largo transformado en cabello. El cefalio es blanco o amarillo pálido. Las flores son blancas  de 5 a 6 cm de largo. Los frutos son verdes brillantes y tienen una longitud de 2,5 a 4 cm y un diámetro de 2,2 a 3,5 centímetros.

## Taxonomía
Espostoa nana fue descrita por Friedrich Ritter y publicado en Taxon 13(4): 143. 1964.
Etimología
Espostoa: nombre genérico  fue nombrado en honor de Nicolas E. Esposto, botánico vinculado con el  Colegio Nacional de Agricultura de Lima.
nana epíteto latino que significa "enana".
Sinonimia
- Pseudoespostoa nana[4]